# Osman Delić
Osman Delić (Sibovac pokraj Gradačca, 1. ožujka 1919. − Gračanica, 22. lipnja 1997.) bio je bosanskohercegovački prosvjetni radnik, imam, i potporučnik u 13. protuoklopnom bataljonu 13. brdske SS divizije "Handžar".

## Životopis
Delić Osman je rođen 1. ožujka 1919. u Sibovcu kod Gradačca. Završio je Gazi Husrev-begovu medresu u Sarajevu. Početkom Drugog svjetskog rata bio je na dužnosti prefekta na Čačak medresi u Brčkom, a 1942. godine našao se u Gornjem Rahiću kao učitelj. Govorio je njemački i arapski jezik. Prema navodima Ericha Elblinga, Delić je već u proljeće 1943. pripadao Osnivačkom štabu 13. brdske SS divizije "Handžar" (Aufbaustab) u Zagrebu; tamo je pisao prigodne članke za potrebe ratne propagande. Prema njegovom službenom oficirskom kantonu, Delić je diviziju napustio 8. veljače 1945.; u dokumentu stoji bilješka da je dezertirao ("Fahnenfluchtig"). Pored Delića, tabor-imami (truppenimamen) u diviziji su bili: Abdulah Muhasilović, Sulejman Alimajstorović, Husein Đozo, Muhamed Mujakić, Haris Korkut, Halim Malkoč, Džemal Ibrahimović, Kasim Mašić, Hasan Bajraktarević, Hasim Torlić, Salih Šabanović.
Neki njemački oficiri su se sjećali da je Delić napustio diviziju pravdajući se razlozima porodične prirode. Poslije rata, Delić nije progonjen niti osuđivan zbog pripadnosti 13. SS divizija. Radni vijek je proveo u prosvjeti, kao učitelj i školski inspektor. U međuvremenu je završio fakultet u Beogradu i stekao zvanje profesora, ali u službi, zbog svoje prošlosti, nije napredovao u skladu s kvalifikacijama. Uz redovan posao, zanimao se i za povijest svog zavičaja, posebno u danima mirovine.
Godinama je istraživao kultna mjesta oko Gračanice, sakupljao podatke o starim grobljima, pripremao se da piše monografiju o zdravstvu, bavio se vakufima i vakufnamama, pronašao neke podatke o gračaničkom vodovodu. Sačuvao je kopiju Sidžila gračaničkog kadije, čiji je original zauvijek nestao u Orijentalnom institutu, pod srpskim granatama u opkoljenom Sarajevu, 1992. godine. Javljao se sa svojim radovima u nekim zbornicima o školstvu u susjednim opštinama (Lukavac) i ponešto od toga objavljivao u lokalnim medijima.

## Djela
- Sto godina Narodne osnovne škole u Gračanici (Gračanica, 1986.)